# Paul Lang (Bibliothekar)
Paul Lang(ius) (* um 1470 in Zwickau; † wohl nach 1535) war Benediktiner-Mönch in Bosau bei Zeitz. Dort arbeitete er als Bibliothekar. Er wird zu den Humanisten gerechnet. In seinen Schriften nennt er sich meist monachus Bozowiensis.

## Leben und Wirken
Lang wurde 1486 an der Universität Krakau eingeschrieben, trat aber bereits 1487 in das Benediktinerkloster Bosau bei Zeitz ein. Dort wirkte er als Bibliothekar. Es gab dort bereits eine klostereigene Buchbinderei. Beim Erwerb von Büchern werden Langs historische und humanistische Neigungen erkennbar. Er gilt als „Vertreter des benediktinischen Klosterhumanismus seiner Zeit“. Lang unternahm historische Studien und verfasste Chroniken.
Johannes Trithemius nahm Lang nachträglich in seinen Catalogus illustrium virorum Germaniae auf.

## Werke
- Chronicon Citizense (handschriftlich 1516 abgeschlossen; Zeitzer Chronik, Schwerpunkt Bistum Zeitz ab 968). Gedruckt in: Rerum Germanicarum Scriptores, Tom. I. 1726, S. 1116–1291 (online).
- Chronicon Neumburgensis Ecclesiae (Naumburger Chronik). Gedruckt in: Scriptores rerum germanicarum praecipue Saxonicarum, Tom II. 1728, Sp. 1–102 (online).